# ФК Лозница
ФК Лозница је српски фудбалски клуб из града Лознице. Такмичи се у Првој лиги Србије, другом такмичарском нивоу српског фудбала. Боје клуба су зелена и бела. Основан је 1919. године.
Највећи лигашки успеси Лознице у 21. веку су освајање Зоне Дунав (четврти ранг, 2007/08), Зоне Дрина (четврти ранг, 2012/13) и Српске лиге Запад (трећи ранг, 2014/15).
Лозница своје утакмице игра као домаћин на стадиону Лагатор са капацитетом од око 8.030 места.
Лозница је у сезони 2015/16. постигла свој највећи успех од осамостаљења Србије, пласиравши се у Прву Лигу Србије и главни жреб Лав Купа, и тако после Новог Пазара, у текућој сезони постала други рангирани клуб у целој Западној Србији.

## Историја
Прва фудбалска лопта је донета 1919. године. Лопту је донео из Лондона студент Милисав Васић који је играо у Бирмингему. Исте године је основан и клуб који се звао прво „Гучево“. Време је пролазило, а име се променило у „ЛСК“ (Лознички Спортски Клуб). Како у то време нису организована такмичења, игране су само утакмице са екипама из околних места (Шабац, Ваљево, Зворник, Бијељина...). Први председник клуба је био трговац Павле Аврамовић. Током Другог светског рата клуб се назива "Трговачки" а у првим годинама након рата "Јадар", да би се убрзо усталило данашње име.
Овај клуб је углавном играо у нижим лигама (подручне и републичке), све до 1990-их, када су ушли у Другу савезну лигу 1993, а убрзо и у тадашњу Прву Б лигу. Били су прволигаши од 1994. све до 1998. године. Најбољи резултати из овог периода су остали четвртфинале Купа СРЈ са Црвеном звездом 1996. године, и учешће у  баражу за Прву А лигу са Будућношћу из Подгорице 1996/97.
После тога је уследило играње у другој лиги све до 2004. године, када су испали из групе Запад са само 7 бодова из 36 мечева. Након тога је уследило балансирање између Српске лиге Запад и Зоне Дрина, где је клуб играо од сезоне 2009/10. до 2012/13, када је освојио прво место и вратио се у Српску лигу Запад,
Лозница се вратила у други ранг такмичења 2015. године, али се задржала само једну сезону. Услед проширења лиге изазваног пандемијом ковида 19, Лозница је примљена у Прву лигу Србије 2020/21. и у првој сезони је успела да избори опстанак.

## Новија времена
где ће наступати од сезоне 2013/14.
Сезону 2013/14 у Српској лиги Запад, ФК Лозница је завршила на одличном трећем месту иза шабачке Мачве и Полета из Љубића. Овај резултат је био изнад свих очекивања будући да су Лозничани стартовали као дебитанти у лиги. Амбиције у сезони 2014/15 су велике односно пласман у Прву лигу Србије. Екипа је додатно појачана (Јанковић, Катанић, Требовац, Савић и Севић), а отишли су: Стајић, Николић, Јовановић и Павловић. Капитен екипе је Слободан Максимовић, тренер Душко Обадовић.
У сезони 2015/16, ФК Лозница наступа у Првој лиги Србије. Клуб је успео да сачува костур тима које је изборио пласман у ПЛС, отишли су Требовац, Миловановић и Севић, а дошли Марио Божић из чачанског Борца, Немања Мрдаковић из Срема (Јаково), Немања Крстић из Колубаре (Лазаревац), Никола Лукић из Радничког (Обреновац), Саша Лазић из подмлатка Црвене звезде, Светлан Косић из ИМТ-а, а последње појачање је Ненад Ђурђевић из Динама (Врање). Капитен тима је Слободан Максимовић, а тренер Душко Обадовић. Након јесењег дела сезоне, руководство клуба се одлучило да не понуди наставак сарадње Душку Обадовићу (преузео Будућност Крушик из Ваљева) па је уместо њега ангажован познати тренер Саша Николић. Клуб су напустили Марио Божић, Марко Јовановић (Мачва Шабац), Ненад Ђурђевић (Шумадија Крагујевац) и Небојша Савић. Нови фудбалери на Лагатору су: Предраг Вујовић (Андијан, Узбекистан), Милош Гордић (БСК Борча), Бојан Матић (Земун), Никола Јовановић (Инђија), Немања Милосављевић (Јагодина), Драган Јанковић (Црвена звезда - подмладак), Бојан Гајић (Беране), Зоран Матић (Железничар Лајковац), Јован Вићић (Црвена звезда - подмладак) и Драган Сарачевић (Раднички Нова Пазова). Након пораза од ЧСК Пиваре у Челареву и освојена свега два бода у седам кола пролећног дела првенства, споразумно су раскинути уговори са Вујовићем (ФК Трајал Крушевац), Гордићем и Сарачевићем.
У сезони 2016/17 у којој наступа у Српској лиги Запад, ФК Лозницу предводи тренер Мирослав Миле Милановић што најбоље одсликава тешку ситуацију у којој се клуб нашао након испадања из Прве лиге Србије. Помоћници у стручном штабу су Немања Дејановић и Драган Алексић. Опредељење ФК Лозница је да у нову сезону уђу са углавном домаћим играчким кадром. Као појачања доведени су некадашњи играчи Лознице и то: Александар Богићевић (ФК Инђија, везни), Дарко Станојевић (ФК Радник Бијељина, одбрамбени), Немања Радукић (ФК Младост Лучани, голман), Иван Манојловић (ФК Инђија, везни) и Тадић (ФК Чукарички). На позајмицу из ФК Бежанија дошао је Никола Тодоровић, а из БСК Борче Стефан Станковић. Лозницу су у летњем прелазном року напустили: Дивац (ФК Слобода Ужице), Вићић (ФК Колубара Лазаревац), Тодоровић и Симић (ФК Бежанија), Савиновић (ФК Раднички Сремска Митровица), Гордић (ФК Искра Даниловград), Крстић (ФК Бокељ Котор), Лазић (НК Брежице 1919, Словенија), Милосављевић (ФК Трајал Крушевац), Живковић (ФК Јавор Ивањица), Гајић (ФК Беране), Обадовић (ФК Будућност Крушик Ваљево) и Бојан Матић (ФК Мачва Шабац). На Скупштини ФК Лозница одржаној 24. августа за новог председника клуба изабран је бивши фудбалер Лознице Властимир Лукић, а управа је појачана са Митром Обрадовићем, Слободаном Трипковићем и Славишом Перићем. Лозница полусезону завршава на 6. месту са 21 бодом. У полусезони клуб су напустили: Алексић, Гаврић, Марковић и Никола Николић (Борац Лешница). Станковић се вратио у БСК Борча јер је наступао као позајмљен играч у ФК Лозница. Клуб се појачао са Ненадом Миловановићем (Раднички Стобекс) и Алијом Ђевшићем (некадашњи играч ФК Рађевац, Крупањ). Никола Тодоровић је постао играч Лознице за коју је у јесењем делу сезоне играо као позајмљени играч Бежаније. На место спортског директора постављен је некадашњи играч Лознице и интернационалац Марио Божић. Након пораза на Лагатору од ваљевске Будућности Крушик (0-2), управа клуба је 27. марта 2017. године донела одлуку да са места тренера смени Милета Милановића и на његово место постави Владицу Петровића Струју, бившег играча Лознице и сада већ искусног тренера (Металац, Младност Лучани, Дрина Зворник итд.). Голман Лознице Немања Радукић напустио је клуб и отишао у Аустрију. Након серије од 7 пораза, 26. априла 2017. године, екипу као тренер преузима Душко Обадовић чији је једини циљ да спречи испадање клуба из Српске лиге Запад. Такође, појавила се информација да би спортски директор Марио Божић могао на терен како би помогао екипу.
Сезону 2017/18 ФК Лозница проводи у Српској лиги Запад. Тренер је Душко Обадовић. Из клуба су отишли: Никола Митровић, Дарко Станојевић (Слобода Ужице), Стефан Богићевић, Ненад Ђурић, Иван Дишић и Зоран Матић. Појачања Лознице у новој сезони су Немања Живковић (нападач, Јавор Матис), Новак Вујошевић (нападач, Војводина), Никола Терзин (одбрамбени, Младост Лучани), Ђорђе Савић (голман, ОФК Осечина), Алекса Денковић (везни, ОФК Београд), Александар Мартиновић (везни, Металац Г.Милановац), Ненад Кочовић (одбрамбени, Борац Чачак), Михаило Миљковић (везни, Јединство Путеви Ужице) и Милош Тинтор (одбрамбени, ОФК Београд). Након веома турбулентне сезоне, Лозница успева да у последњем колу сачува место у Српској лиги Запад.
У сезони 2018/19, ФК Лозница наступа у Српској лиги Запад. Екипу са клупе предводи Константин Ђурић са помоћницима Бранком Аћимовићем и Гораном Максимовићем. Нови играчи у клубу су Никола Арнаутовић (голман), Никола Николић (одбрана) и Иван Дишић (везни). Након пораза у првом колу првенства од Јошанице на Лагатору, клупу Лознице напустио је Ђурић, а тим преузео Светозар Вукашиновић, некадашњи играч Лознице. Екипу су додатно појачали голман Дарко Вукашиновић и одбрамбени играч Александар Чолић. Лозница се у текућој сезони углавном ослања на фудбалере из Лознице и околине. Након завршетка јесењег дела првенства и разочаравајућег 12. места у Српској лиги Запад, управа је посегнула за променама у стручном и  играчком кадру. Светозар Вукашиновић је напустио место тренера, а заменио га је Драган Алимпић. Клуб су напустили: Марко Васиљевић, Дарко Вукашиновић, Александар Чолић, Дарко Стојковић, Милош Лекић, Филип Матић, Саша Теофанов (Динамо Панчево) и Милан Петровић. Екипа је појачана следећим играчима: Стефан Станковић (БСК Борча), Горан Матић (Борац Лешница), Милош Спасеновић, Милош Митровић (Јединство Стара Пазова), Јован Зарић (Подриње Јања), Павловић (Дрина Љубовија), Стефан Трипковић (Звијезда 09 Етно село Станишић), Ђорђе Белић (Мачва Шабац) и Станоје Јовановић (Тешањ). У екипу су се вратили опорављени играчи Иван Дишић и Александар Миловановић. Након одлуке управе клуба, од 8. марта екипу је преузео Драган Мићић, некадашњи фудбалер Лознице, који је на том месту заменио Драгана Алимпића.

## Новији резултати
| Сезона   | Ранг                                                                | Лига              | Позиција | ИГ | Д  | Н  | П  | ГД | ГП | ГР  | Бод | Куп                  |
| -------- | ------------------------------------------------------------------- | ----------------- | -------- | -- | -- | -- | -- | -- | -- | --- | --- | -------------------- |
| 2010/11. | 4                                                                   | Зона Дрина        | 2.       | 30 | 24 | 3  | 3  | 69 | 20 | +49 | 75  | Није се квалификовао |
| 2011/12. | 4                                                                   | Зона Дрина        | 5.       | 30 | 14 | 5  | 11 | 42 | 27 | +15 | 47  | Није се квалификовао |
| 2012/13. | 4                                                                   | Зона Дрина        | 1.       | 30 | 19 | 8  | 3  | 59 | 19 | +40 | 65  | Није се квалификовао |
| 2013/14. | 3                                                                   | Српска лига Запад | 3.       | 30 | 18 | 9  | 3  | 45 | 14 | +31 | 63  | Није се квалификовао |
| 2014/15. | 3                                                                   | Српска лига Запад | 1.       | 30 | 19 | 9  | 2  | 43 | 7  | +36 | 66  | Није се квалификовао |
| 2015/16. | 2                                                                   | Прва лига Србије  | 15.      | 30 | 7  | 10 | 13 | 21 | 35 | -14 | 31  | Шеснаестина финала   |
| 2016/17. | 3                                                                   | Српска лига Запад | 12.      | 30 | 9  | 7  | 14 | 35 | 39 | -4  | 34  | Претколо             |
| 2017/18. | 3                                                                   | Српска лига Запад | 10.      | 34 | 10 | 9  | 15 | 38 | 45 | -7  | 39  | Није се квалификовао |
| 2018/19. | 3                                                                   | Српска лига Запад | 12.      | 30 | 9  | 10 | 11 | 31 | 37 | -6  | 37  | Није се квалификовао |
| 2019/20. | 3                                                                   | Српска лига Запад | 7.       | 19 | 9  | 4  | 6  | 23 | 21 | +2  | 31  | Није се квалификовао |
| 2020/21. | 2                                                                   | Прва лига Србије  | 5.       | 34 | 15 | 9  | 10 | 57 | 42 | +15 | 54  | Није се квалификовао |
| 2021/22. | 2                                                                   | Прва лига Србије  | 8.       | 37 | 12 | 9  | 16 | 31 | 38 | -7  | 45  | Четвртфинале         |
| 2022/23. | 2                                                                   | Прва лига Србије  | 13.      | 37 | 10 | 11 | 16 | 40 | 54 | -14 | 41  | Шеснаестина финала   |
| 2023/24. | 3                                                                   | Српска лига Запад | 5.       | 30 | 12 | 10 | 8  | 49 | 37 | +12 | 46  | Претколо             |
| 2024/25. | 3                                                                   | Српска лига Запад | 3.       | 30 | 14 | 7  | 9  | 38 | 23 | +15 | 49  | Није се квалификовао |
| 2025/26. | style="background:#fbe08d"\|2 \|\| Прва лига Србије \|\| - 1 Сезона |                   |          |    |    |    |    |    |    |     |     |                      |

прекинута након 19 кола због пандемије ковида 19.

## Навијачи
Навијачка група ФК Лознице зове се „Солунци“.

## Школа фудбала
Лозничка школа фудбала је расла из године у годину, али је у последње време стагнирала. Сада све генерације ФК Лознице играју други ранг такмичења у Србији у својим категоријама, од петлића до сениора, док су до пре две и три године, кадети и пионири играли Суперлигу Србије за свој узраст, док су омладинци играли бараж за улазак у исту.

## Познати бивши играчи
- Родољуб Ивос Родо
- Александар Ивош
- Матеја Кежман
- Владимир Стојковић
- Младен Милинковић
- Весељко Тривуновић
- Ранко Деспотовић
- Марио Божић
- Драган Мићић
- Александар Илић
- Дејан Белић
- Душко Обадовић
- Саша Јосиповић
- Предраг Гајић
- Светозар Вукашиновић
- Небојша Војводић
- Перо Косић
- Јоаким Дуљај
- Момчило Максимовић - Миш
- Владица Петровић
- Милорад Савић - Зеко
- Немања Максимовић
- Небојша Савић
- Драган Церовац

## Познати бивши тренери
- Мирослав Миле Милановић
- Ђорђе Герум
- Саша Николић